# Parc national marin d'Alonissos

Le parc national marin d'Alonissos du nord des Sporades (en grec moderne : Εθνικό Θαλάσσιο Πάρκο Αλοννήσου Βορείων Σποράδων / Ethnikó Thalássio Párko Alonnísou Boreíon Sporádon) est le premier parc national marin de Grèce. Il a été créé en 1992. Il se situe dans l'est du pays et englobe les Îles Sporades. Il occupe une superficie de 251 440 hectares. Outre la zone maritime, le parc comprend l’île d’Alonissos, six îles plus petites (Peristéra, Kyrá Panagiá, Gioúra, Psathoúra, Pipéri et Skántzoura), ainsi que 22 îlots inhabités et affleurements rocheux.

## Faune
La zone du parc est un habitat important pour de nombreuses espèces de poissons (environ 300), d’oiseaux (jusqu’à 80 espèces), de reptiles et aussi de mammifères. Outre le phoque moine, le corail rouge (Corallium rubrum), le faucon d’Eléonore (Falco eleonorae), le goéland d’Audouin (Larus audouinii), le cormoran huppé méditerranéen (Gulosus aristotelis desmarestii) et la chèvre sauvage (Capra aegagrus) sont quelques-unes des espèces rares les plus caractéristiques que l’on puisse trouver. Les oiseaux les plus remarquables sont l’aigle de Bonelli (Hieraetus fasciatus), le  Grand cormoran (Phalacrocorax carbo) et le goéland leucophée (Larus michahelis).
Diverses espèces de dauphins et certaines espèces de baleines peuvent être observées dans la région, telles que le Dauphin commun à bec court (Delphinus delphis), le dauphin blanc et bleu (Stenella coeruleoalba), le grand dauphin (Tursiops truncatus), le globicéphale à longues nageoires (Globicephala melas), le cachalot (Physeter macrocephalus) et la baleine à bec de Cuvier ( Ziphius cavirostris).

## Galerie

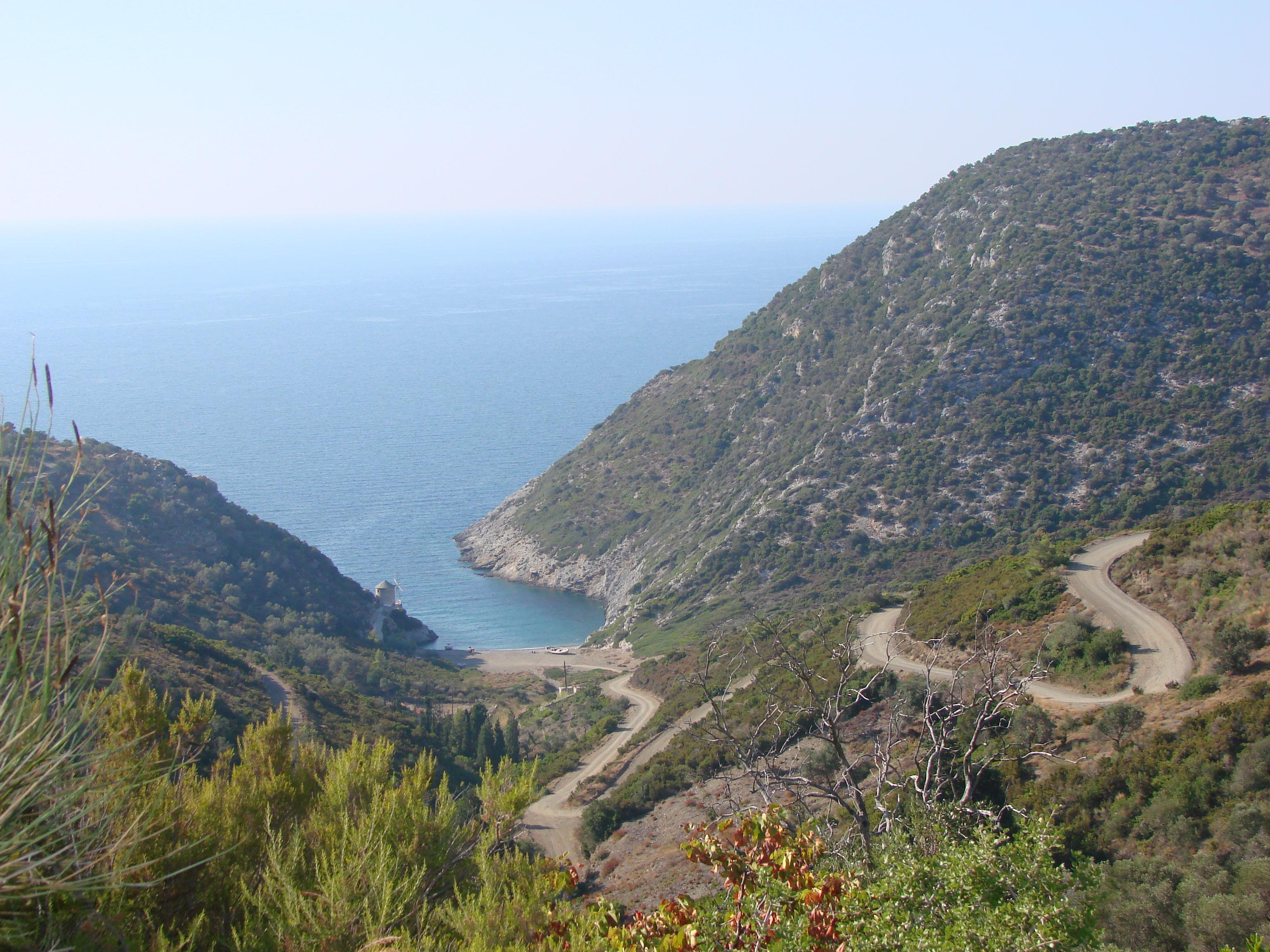
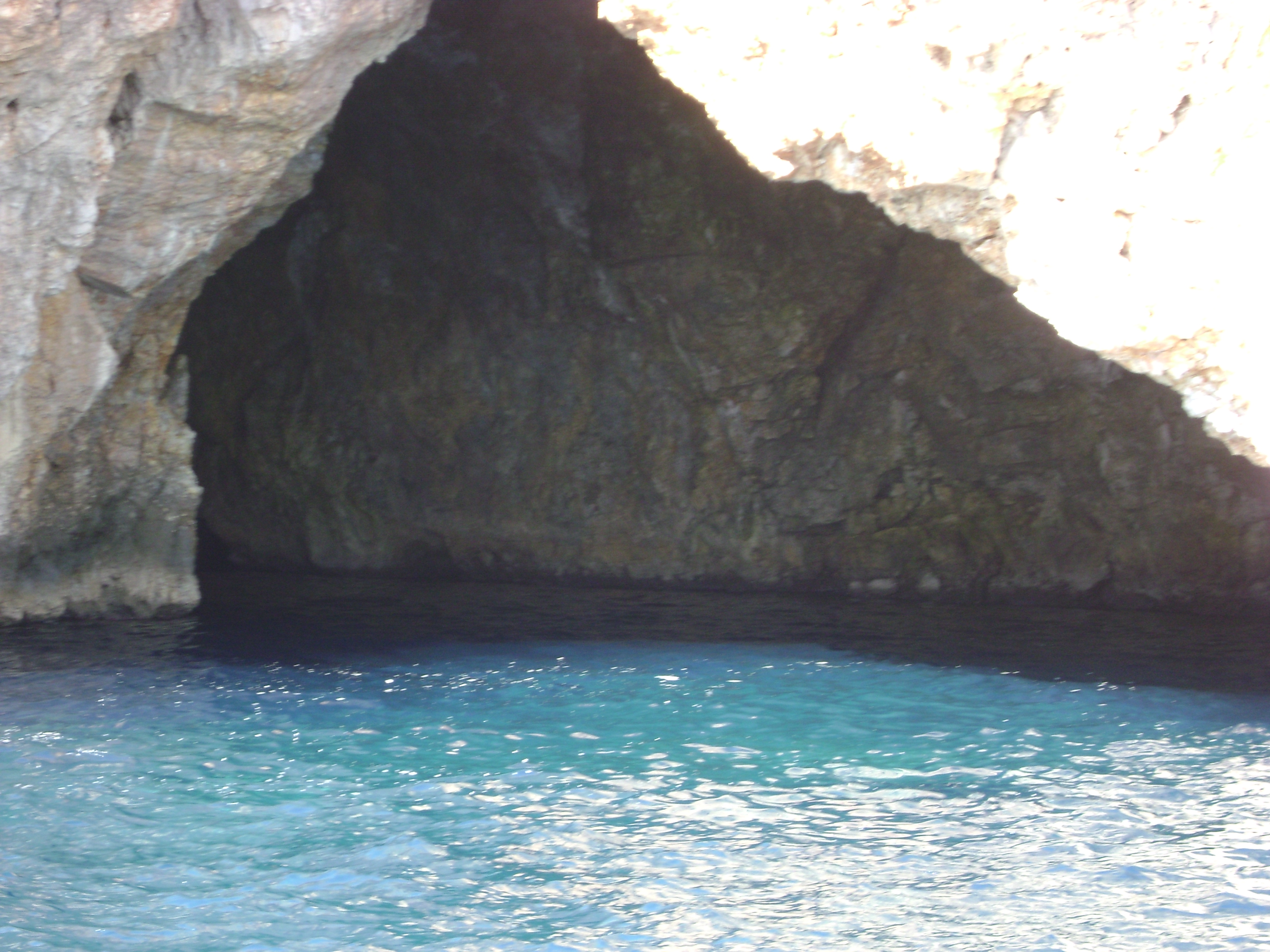
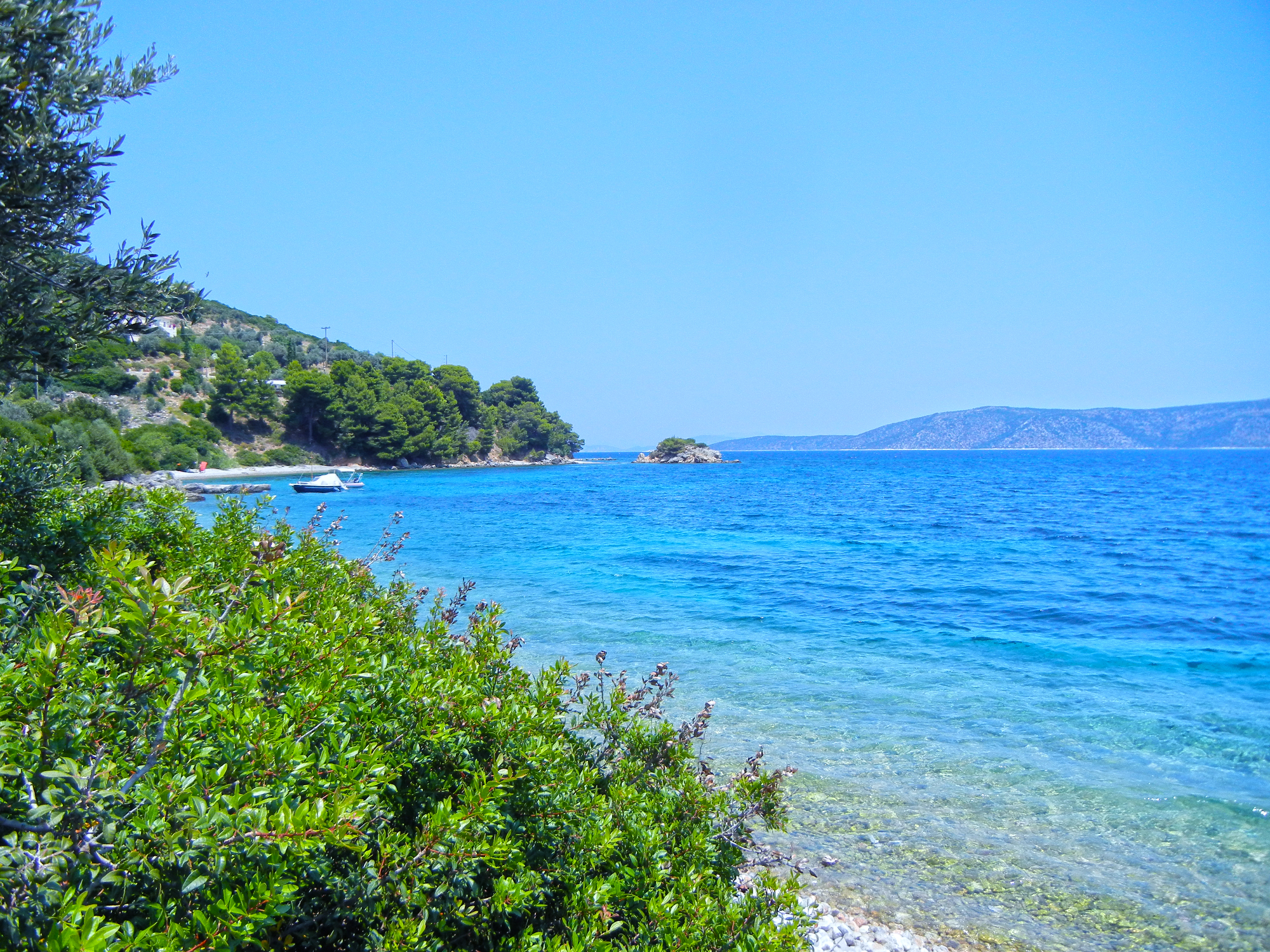
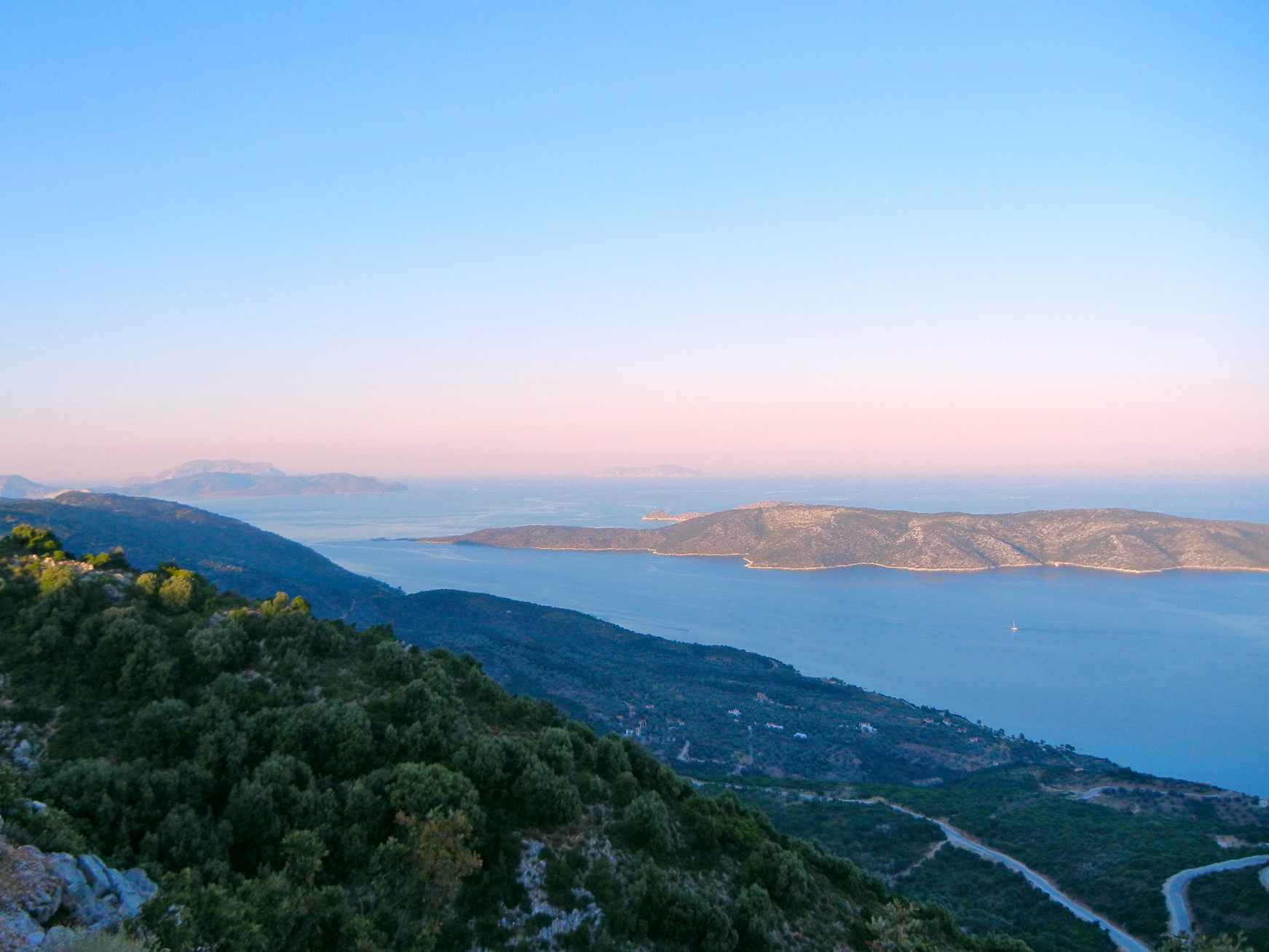
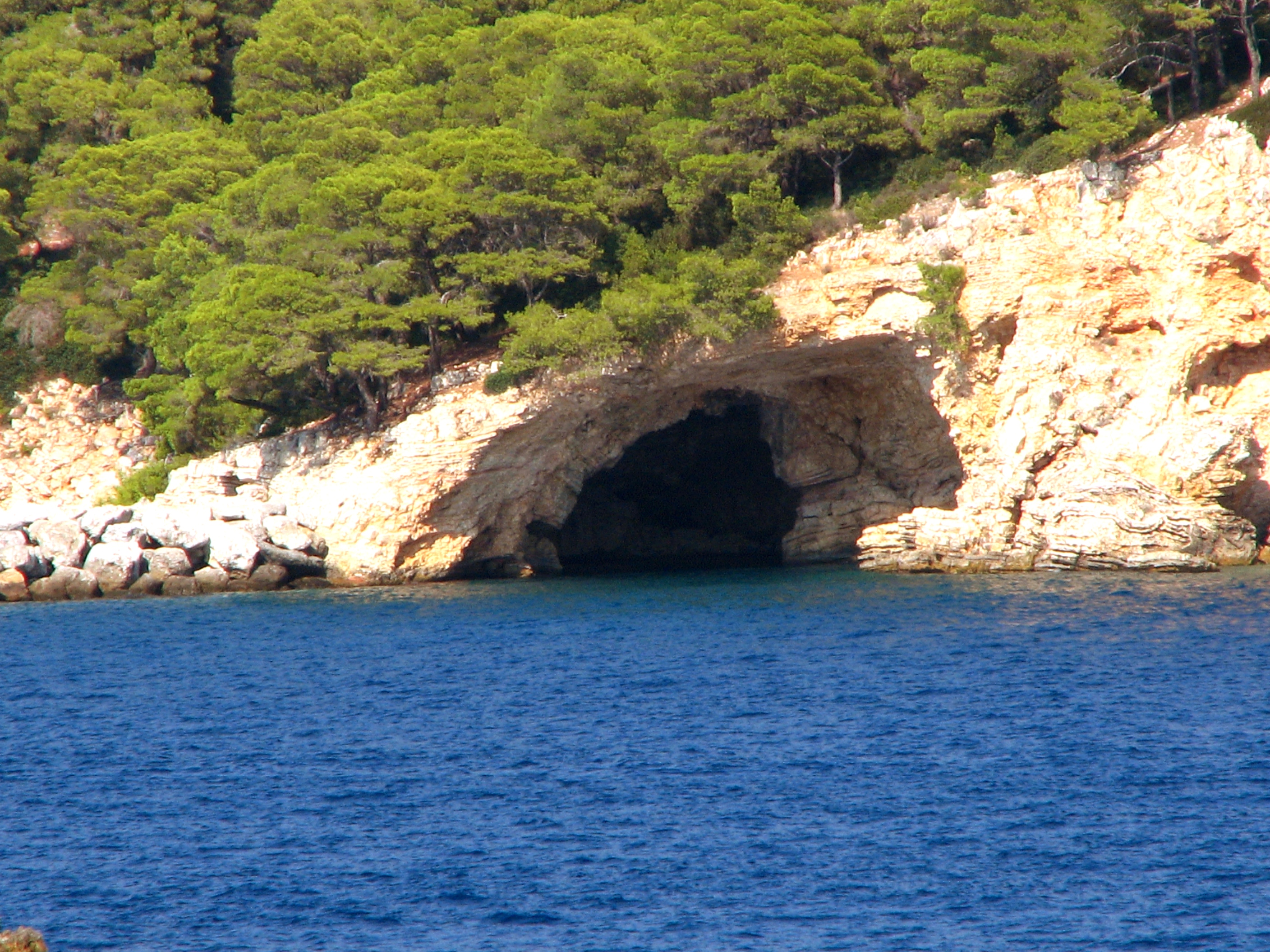